# Guardastanca
La Guardastanca, anche Granguardia o Guardabraccio (Verstärkungsplatte o Schulterschild mit Rand in lingua tedesca; Grande Épauliere, Grande Garde e Garde Bras in lingua francese; Shoulder-Gard with Passe Garde in lingua inglese), era una componente dell'armatura a piastre appositamente ideata per i modelli destinati all'uso nella giostra medievale (v. armatura da giostra).

Si trattava di una piastra di rinforzo applicata sul lato sinistro della corazza toracica, comprende anche parte dello spallaccio e del bracciale (fond. il rebrace). Componente mobile, veniva solo avvitata sull'armatura onde staccarsi non appena ricevuto il colpo da parte della lancia avversaria. Aveva cioè una duplice funzione: garantire maggior sicurezza all'utente e segnalare, una volta sbalzata, il colpo andato efficacemente a segno.
Sin dalla fine del XV secolo, la guardastanca veniva applicata alla corazza tramite un apposito meccanismo d'aggancio che, al contempo, ne facilitava il rilascio "a molla" non appena il pezzo veniva colpito correttamente.

## Costruzione
I modelli originarii di guardastanca, poco più che degli scudi privi d'impugnatura, erano realizzati in legno. Solo successivamente, con la codifica formale della guardastanca quale componente dell'armatura a piastre, essa divenne di metallo (ferro, raramente acciaio). Il manufatto poteva essere:
- una piastra piatta coprente interamente l'ipotetico quadrato disegnato dalla diagonale gomito(sx)-collo del cavaliere, con una falda curva tipo "mezza-goletta" a protezione del punto d'aggancio della barbozza con la corazza - i.e. guardastanca per armatura da giostra tp. Stechzeug;
- una piastra sagomata a riprodurre il profilo del cavaliere dall'avambraccio della mano preposta alle redini (la sx) sino alla base del collo, protrundentesi verso l'alto con una barbozza direttamente agganciata al corpo della guardastanca stessa - i.e. guardastanca per armatura da giostra tp. Rennzeug.

La guardastanca era solitamente coperta con i "colori" del cavaliere, similmente alla gualdrappa del destriero bardato.

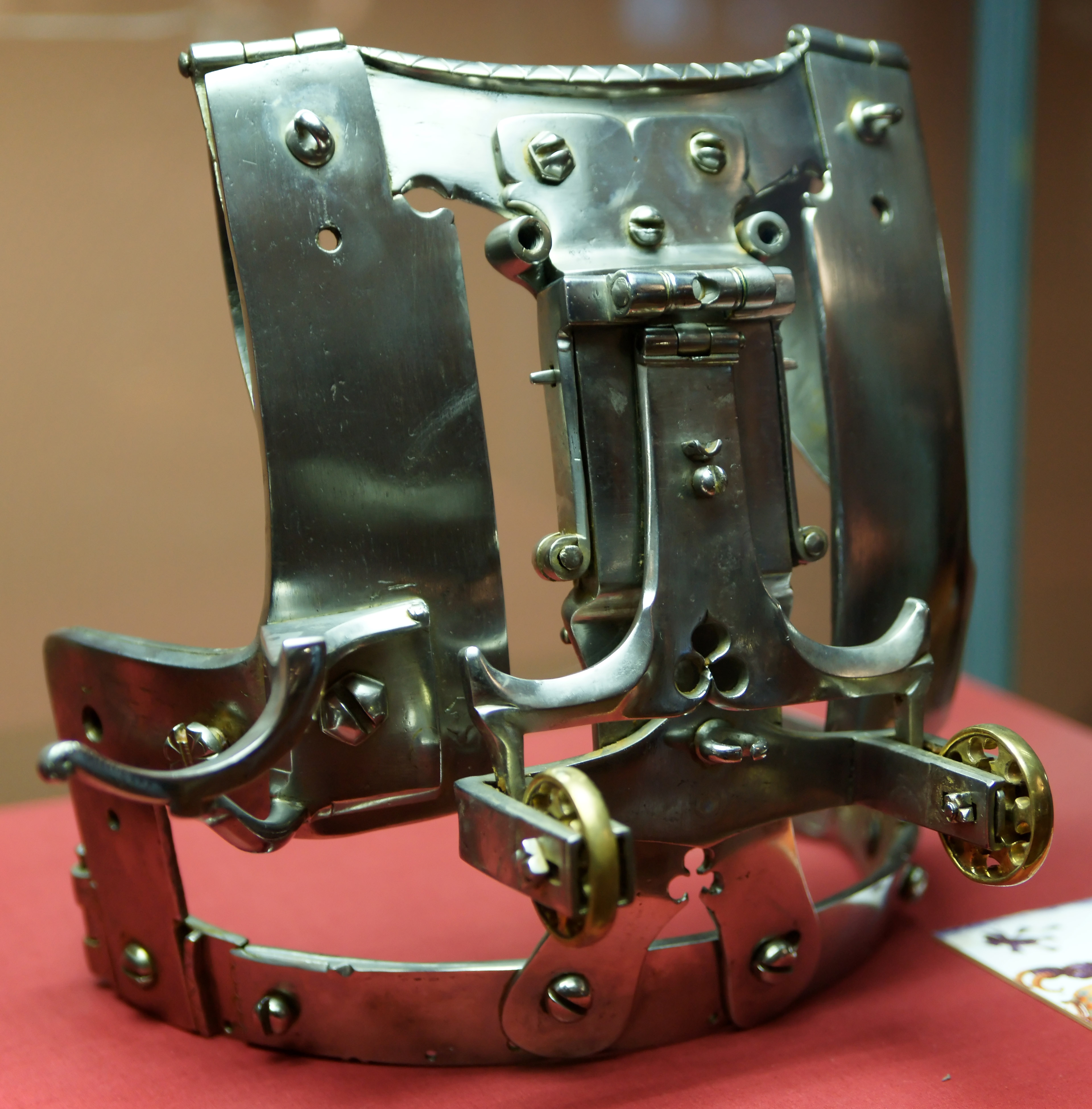
Meccanismo d'aggancio e rilascio della guardiastanca (ca. 1490) in un'armatura di Massimiliano I d'Asburgo - Kunsthistorisches Museum di Vienna.
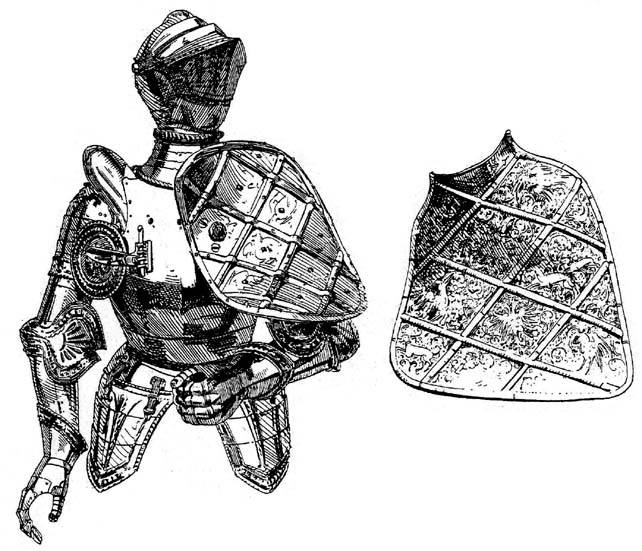
Armatura da giostra del XVI sec. con guardastanca - ill. di Wendelin Boeheim (1890)